# Droylsden FC
Droylsden FC (celým názvem: Droylsden Football Club) je anglický fotbalový klub, který sídlí ve městě Droylsden v metropolitním hrabství Greater Manchester. Založen byl v roce 1892. Od sezóny 2018/19 hraje v Northern Premier League Division One West (8. nejvyšší soutěž). Klubové barvy jsou červená a bílá.
Své domácí zápasy odehrává na stadionu Butcher's Arms Ground s kapacitou 3 000 diváků.

## Získané trofeje
- Manchester Premier Cup ( 12× )
  - 1946/47, 1951/52, 1959/60, 1964/65, 1969/70, 1980/81, 1992/93, 1999/2000, 2003/04, 2006/07, 2008/09, 2009/10
- Manchester Senior Cup ( 3× )
  - 1972/73, 1975/76, 1978/79

## Úspěchy v domácích pohárech
Zdroj: 
- FA Cup
  - 2. kolo: 1978/79, 2008/09, 2010/11
- FA Trophy
  - 3. kolo: 1998/99, 2007/08
- FA Vase
  - 3. kolo: 1986/87, 1989/90

## Umístění v jednotlivých sezonách
Stručný přehled
Zdroj: 
- 1936–1939: Lancashire Combination
- 1945–1950: Cheshire County League
- 1951–1956: Lancashire Combination (Division Two)
- 1956–1959: Lancashire Combination (Division One)
- 1959–1960: Lancashire Combination (Division Two)
- 1960–1961: Lancashire Combination (Division One)
- 1961–1963: Lancashire Combination (Division Two)
- 1963–1968: Lancashire Combination (Division One)
- 1968–1978: Cheshire County League
- 1978–1982: Cheshire County League (Division One)
- 1982–1987: North West Counties League (Division Two)
- 1987–1990: Northern Premier League (Division One)
- 1990–1996: Northern Premier League (Premier Division)
- 1996–1999: Northern Premier League (Division One)
- 1999–2004: Northern Premier League (Premier Division)
- 2004–2007: Conference North
- 2007–2008: Conference Premier
- 2008–2013: Conference North
- 2013–2014: Northern Premier League (Premier Division)
- 2014–2018: Northern Premier League (Division One North)
- 2018– : Northern Premier League (Division One West)

Jednotlivé ročníky
Zdroj: 
Legenda: Z - zápasy, V - výhry, R - remízy, P - porážky, VG - vstřelené góly, OG - obdržené góly, +/- - rozdíl skóre, B - body, červené podbarvení - sestup, zelené podbarvení - postup, fialové podbarvení - reorganizace, změna skupiny či soutěže
| Sezóny  | Liga                                         | Úroveň | Z  | V  | R  | P  | VG | OG  | +/-  | B  | Pozice |
| ------- | -------------------------------------------- | ------ | -- | -- | -- | -- | -- | --- | ---- | -- | ------ |
| 2009/10 | Conference North                             | 6      | 40 | 18 | 10 | 12 | 82 | 62  | +20  | 64 | 5.     |
| 2010/11 | Conference North                             | 6      | 40 | 17 | 9  | 14 | 69 | 67  | +2   | 60 | 8.     |
| 2011/12 | Conference North                             | 6      | 42 | 16 | 11 | 15 | 83 | 86  | -3   | 59 | 9.     |
| 2012/13 | Conference North                             | 6      | 42 | 5  | 7  | 30 | 43 | 124 | -81  | 22 | 21.    |
| 2013/14 | Northern Premier League (Premier Division)   | 7      | 46 | 2  | 3  | 41 | 40 | 182 | -142 | 9  | 24.    |
| 2014/15 | Northern Premier League (Division One North) | 8      | 42 | 20 | 3  | 19 | 98 | 84  | +14  | 63 | 10.    |
| 2015/16 | Northern Premier League (Division One North) | 8      | 42 | 11 | 6  | 25 | 68 | 139 | -71  | 39 | 19.    |
| 2016/17 | Northern Premier League (Division One North) | 8      | 42 | 14 | 12 | 16 | 71 | 77  | -6   | 54 | 13.    |
| 2017/18 | Northern Premier League (Division One North) | 8      | 42 | 13 | 11 | 18 | 67 | 77  | -10  | 50 | 13.    |
| 2018/19 | Northern Premier League (Division One West)  | 8      | 38 |    |    |    |    |     |      |    |        |